# 烏茹爾區

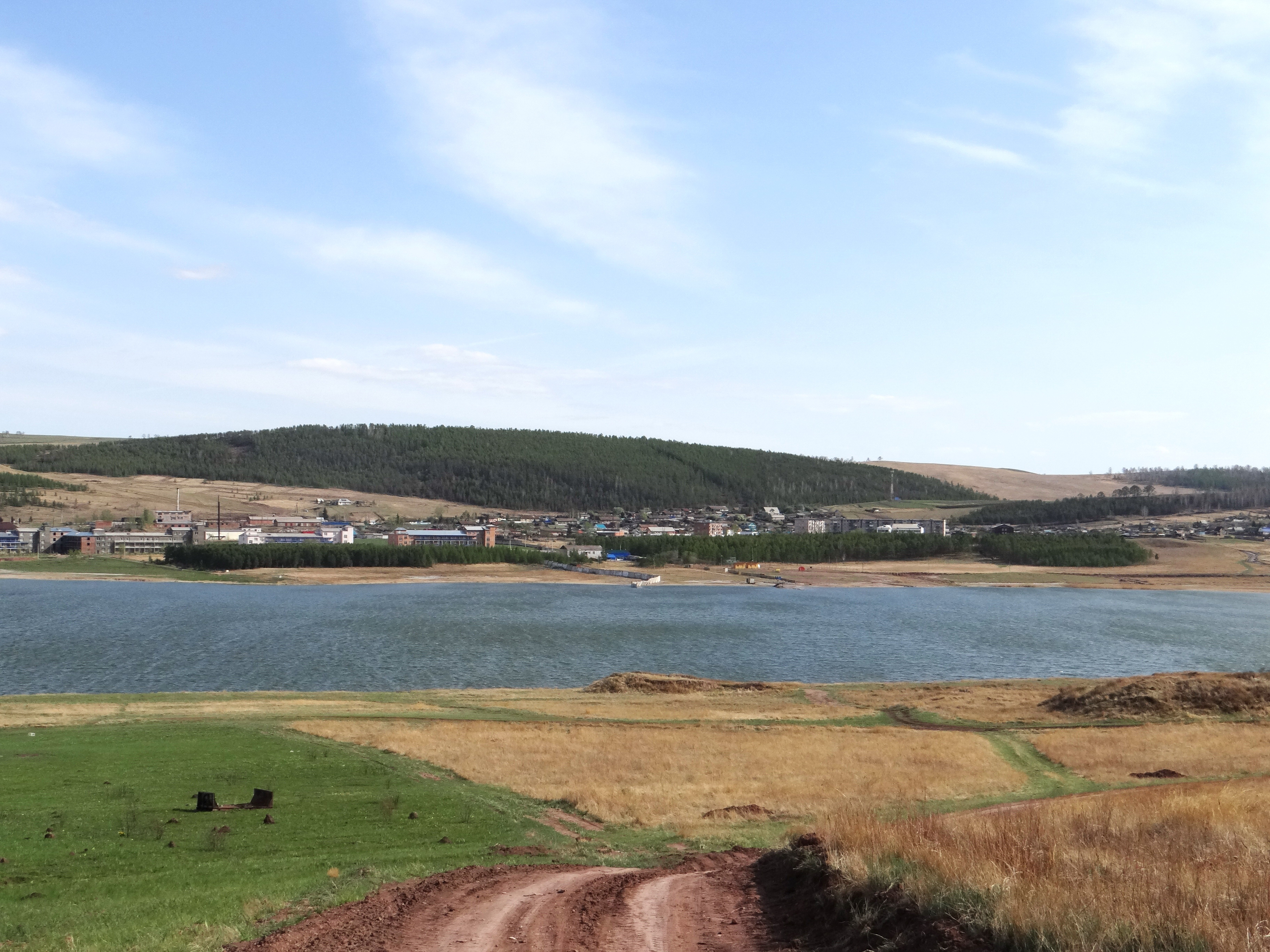

55°19′03″N 89°49′21″E / 55.31750°N 89.82250°E
烏茹爾區（俄语：Ужурский район），是俄羅斯的一個區，位於該國中部，由克拉斯諾亞爾斯克邊疆區負責管轄，始建於1924年4月4日，面積4,226平方公里，2010年人口33,739，人口密度每平方公里7.98人。